# Juni 1932
| Deze maand                                                                                            |
| --- |
| - Von Papen Rijkskanselier - Nieuwe grondwet voor Siam - Taalkwestie in bestuur en onderwijs geregeld |

De volgende gebeurtenissen speelden zich af in juni 1932. Sommige gebeurtenissen kunnen 1 of meerdere dagen te laat genoemd worden omdat ze per abuis vermeld zijn op de datum waarop ze bekend zijn geworden in plaats van de datum dat ze plaatsvonden.

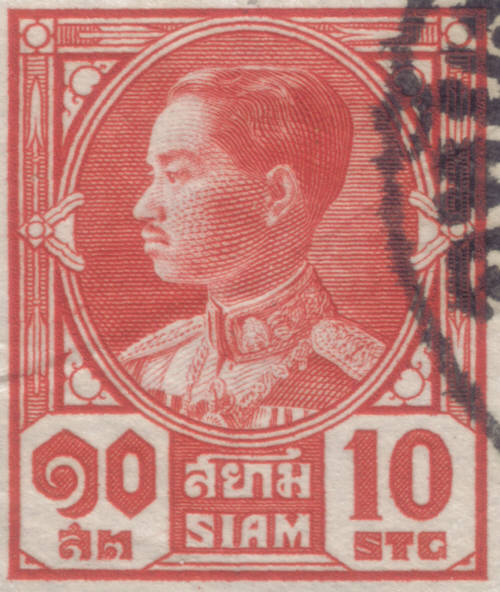
Rama VII (Prajadhipok)

- 1: De Tweede Kamer neemt een wet aan die godslastering strafbaar stelt.
- 2: Franz von Papen wordt rijkskanselier in het nieuwe Duitse kabinet (zie kabinet-Papen).
- 3: De Mexicaanse staten Colima en Jalisco worden getroffen door een aardbeving van 8,2 op de schaal van Richter.
- 4: In Frankrijk is een nieuw kabinet gevormd, geleid door de radicaal-socialisten, met Edouard Herriot als premier.
- 4: In Duitsland wordt de Rijksdag ontbonden. Op 6 juni wordt bepaald dat er op 31 juli nieuwe verkiezingen zullen worden gehouden.
- 5: De hoofdstad van China wordt terugverplaatst naar Nanking na tijdelijk in Luoyang gehuisvest te zijn geweest.
- 5: Een staatsgreep dwingt president Juan Esteban Montero van Chili tot aftreden. De socialistische republiek wordt uitgeroepen.
- 6: IJsselmeervogels wordt opgericht.
- 10: Onderhandelingen tussen de Ierse en de Britse regering leiden niet tot resultaat.
- 11: Ijasoe V, de onttroonde keizer van Abessinië, weet als vrouw verkleed uit de gevangenschap te ontsnappen.
- 12: De bezittingen van ex-koning Alfons XIII van Spanje worden onteigend.
- 13: Marmaduk Grove neemt de leiding van de Chileense junta op zich.
- 14: Ex-keizer Ijasoe V wordt weer gevangengenomen.
- 14: In België wordt de wet tot regeling van het gebruik der talen bij de openbare besturen aangenomen.
- 16: In Lausanne wordt een conferentie gehouden die zich bezighoudt met de herstelbetalingen.
- 17: Op de herstelconferentie wordt meegedeeld dat het Verenigd Koninkrijk, Frankrijk, Italië, Japan en België overeen zijn gekomen het moratorium op de herstelbetalingen (van Duitsland aan de geallieerden en van de Europese landen aan de Verenigde Staten), dat op 1 juli zou aflopen, voor onbepaalde tijd te verlengen.
- 20: Vertegenwoordigers van de regering van Nederland, België en Luxemburg komen een voorstel overeen om de onderlinge invoerrechten te verlagen.
- 25: Koning Prajadhipok van Siam stemt in met de omvorming van de staat van een absolute in een constitutionele monarchie. Op 28 juni ondertekent hij de nieuwe grondwet.
- 27: In de Limburgse plaats Vaals stort een militair vliegtuig neer op de Vaalserberg. Beide inzittenden, onder wie de commandant van de marinevliegbasis De Kooy, komen om het leven.
- 27 juni: Siam krijgt een nieuwe grondwet, waarin het land een constitutionele democratie wordt met sterk verminderde macht van de koning.
- 28: De eerste taalwet wordt goedgekeurd door het Belgisch Parlement. Het is de wet op het taalgebruik in de Openbare Besturen. In de Nederlandstalige gebieden zal het bestuur voortaan het Nederlands gebruiken.
- 30: De Belgische Kamer neemt een voorstel aan ter vervlaamsing van de lagere en middelbare scholen.

<< · januari · februari · maart · april · mei · juni · juli · augustus · september · oktober · november · december · >>